# Alexandre Charlot
Pour les articles homonymes, voir Charlot (homonymie).
Alexandre Charlot est un scénariste et réalisateur français. Après avoir été, de 1996 à 2000, scénariste des Guignols de l'info (avec Bruno Gaccio et Franck Magnier entre autres), il écrit depuis 2002 pour le cinéma.

## Filmographie

### En tant que scénariste
- 2002 : Maléfique d'Éric Valette
- 2008 : Astérix aux jeux olympiques de Frédéric Forestier et Thomas Langmann
- 2008 : Bienvenue chez les Ch'tis de Dany Boon
- 2009 : Une affaire d'État d'Éric Valette
- 2009 : R.T.T. de Frédéric Berthe

### En tant que réalisateur et scénariste
en collaboration avec Franck Magnier ;
- 2010 : Imogène McCarthery
- 2013 : Boule et Bill
- 2016 : Les Têtes de l'emploi
- 2022 : Marianne (mini-série télévisée)
- 2024 : Le Larbin